# 光安俊貴
光安 俊貴（みつやす としたか、1988年9月24日 - ）は、日本の元ラグビー選手。

## プロフィール
- 福岡県出身。
- ポジションはフランカー(FL)。
- 身長 175cm、体重 90kg
- ニックネームはミツ[1]。
- U19日本代表スコッドに選ばれたことがある[2]。

## 略歴
2007年、東福岡高校卒業後、法政大学に入る。なお東福岡高校時代、高校日本代表候補に選ばれたことがある。
2011年、法政大学卒業後、ホンダヒートに加入。
2012年11月4日に行われたトップウェスト第4節のJR西日本レイラーズ戦にて途中出場で公式戦初出場を果たす。
2016年、現役を引退した。